# Laccornellus
Laccornellus là một chi bọ cánh cứng trong họ Dytiscidae.
Chi này được Roughley & Wolfe miêu tả khoa học năm 1987.

## Các loài
Các loài trong chi này gồm:
- Laccornellus copelatoides (Sharp, 1882)
- Laccornellus lugubris (Aubé, 1838)